# Mieczysław Cygan

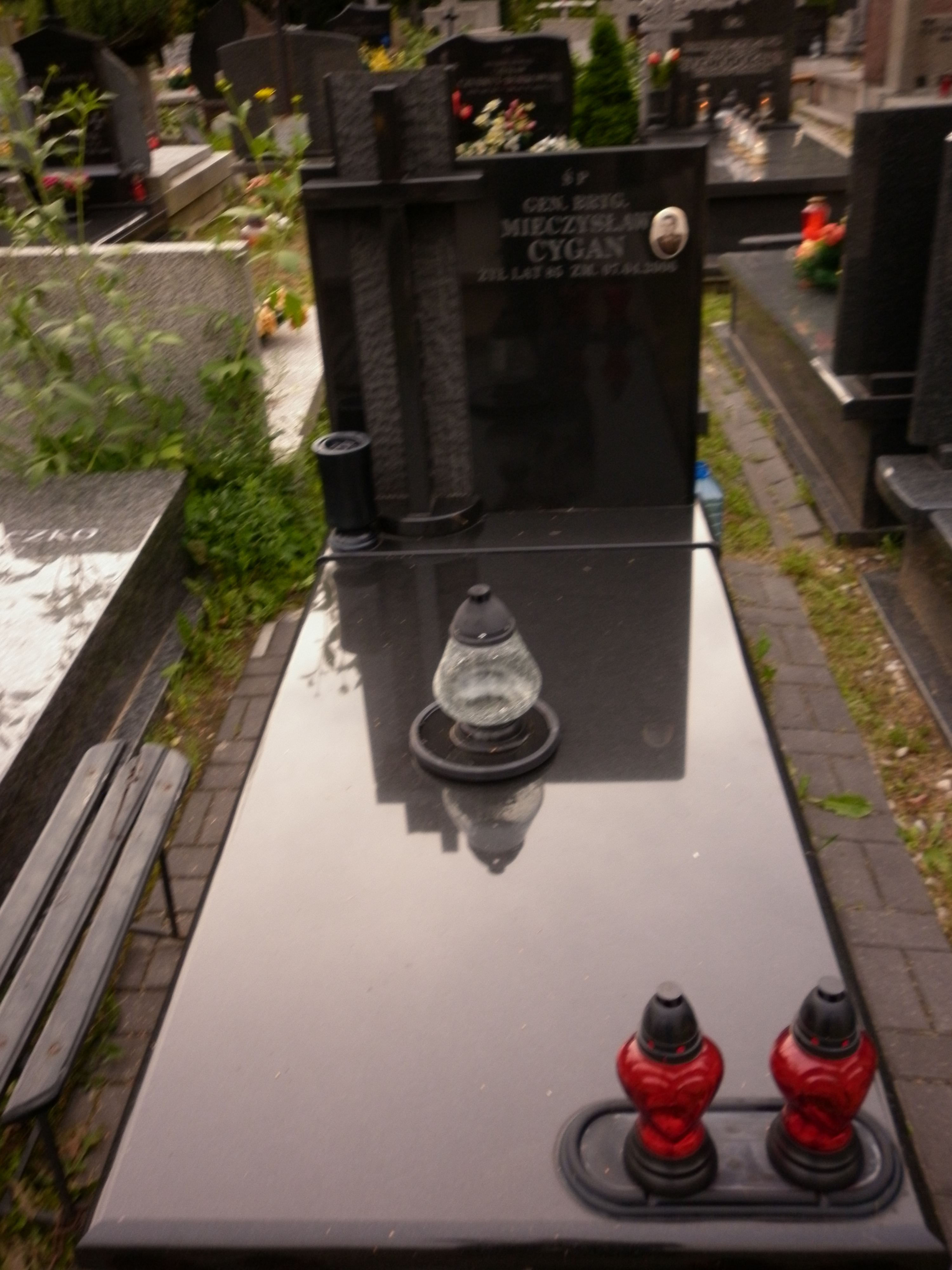
Grób Mieczysława Cygana na Cmentarzu Wojskowym na Powązkach w Warszawie

Mieczysław Cygan (ur. 2 sierpnia 1921 w Koniuszkach, zm. 7 kwietnia 2006 w Warszawie) – polski dowódca wojskowy, generał brygady Wojska Polskiego, doktor nauk wojskowych, wojewoda gdański (1982–1988), Sekretarz Generalny Rady Ochrony Pamięci Walk i Męczeństwa (1989–1990).

## Życiorys
Syn Kazimierza (1889-1967), do 1939 komisarza Policji Państwowej, do 1941 więzionego w ZSRR, następnie żołnierza i oficera II Korpusu gen. Andersa, uczestnika bitwy pod Monte Cassino i Karoliny z domu Krzesaj (1894-1966).
Kształcił się we Lwowie. W 1940 usiłował przedostać się przez Węgry do Wojska Polskiego we Francji, jednak został aresztowany przez sowiecką służbę graniczną i zesłany do Komi ASRR (rodzina do Kazachstanu) i pracował przy wyrębie tajgi. W 1943 dotarł do miasta Łalsk i zgłosił się do służby w 1 Dywizji Piechoty im. Tadeusza Kościuszki. Przeszedł szlak bojowy 2 Dywizją Piechoty jako oficer polityczny 2 pułku artylerii lekkiej. W 1944 ukończył Oficerską Szkołę Artylerii i pełnił służbę w tejże dywizji na stanowiskach liniowych. 
Po wojnie ukończył studia w Akademii Sztabu Generalnego w Rembertowie i SGPiS w Warszawie. Zajmował wiele stanowisk dowódczych, administracyjnych oraz w wyższym szkolnictwie wojskowym, był m.in. dowódcą pułku piechoty na Śląsku, dowódcą 1 Dywizji Zmechanizowanej im. Tadeusza Kościuszki, zastępcą dowódcy – kwatermistrzem Marynarki Wojennej, kwatermistrzem Warszawskiego Okręgu Wojskowego, szefem Sztabu Głównego Kwatermistrzostwa WP – zastępcą Głównego Kwatermistrza WP, komendantem Ośrodka Szkolenia Służb Kwatermistrzowskich w Poznaniu, dyrektorem Departamentu Wojskowego w Ministerstwie Przemysłu Lekkiego (1967–1969), szefem katedry tyłów w ASG w Rembertowie (1969–1978) oraz w latach 1978–1982 szefem Zespołu Naukowego Sztabu Generalnego WP. Po wprowadzeniu stanu wojennego był w latach 1982–1988 wojewodą gdańskim.
W październiku 1964 awansowany uchwałą Rady Państwa PRL do stopnia generała brygady. Akt nominacyjny wręczył mu w Belwederze Przewodniczący Rady Państwa PRL Edward Ochab.
Od 1957 wiceprezes CWKS Legia Warszawa do spraw administracyjno-finansowych. Członek PPR oraz PZPR. W latach 1982–1988 członek Egzekutywy Komitetu Wojewódzkiego PZPR w Gdańsku. W 1985 został powołany w skład Komisji Planowania przy Radzie Ministrów. W latach 1985–1990 członek Rady Naczelnej ZBoWiD. Od 1988 członek, a w latach 1989–1990 Sekretarz Generalny Rady Ochrony Pamięci Walk i Męczeństwa. W lutym 1989 wszedł w skład działającej przy tej Radzie Komisji do spraw Upamiętnienia Ofiar Represji Okresu Stalinowskiego.
22 listopada 1989 został oficjalnie pożegnany przez ministra obrony narodowej gen. armii Floriana Siwickiego w związku z zakończeniem zawodowej służby wojskowej. Na początku 1990 został przeniesiony w stan spoczynku. W Wojsku Polskim służył przez 47 lat, z czego aż 26 lat w stopniu generała brygady. Pochowany na Cmentarzu Wojskowym na Powązkach w Warszawie (kwatera FII-2-2).
Autor opublikowanej w 1968 przez Wydawnictwo MON książki autobiograficznej Poczta polowa 19–358.

## Awanse
W trakcie wieloletniej służby w Wojsku Polskim otrzymywał awanse na kolejne stopnie wojskowe:
- podporucznik - 1944
- porucznik - 1945
- kapitan - 1945
- major - 1946
- podpułkownik - 1947
- pułkownik - 1952
- generał brygady - 1964

## Odznaczenia
- Krzyż Komandorski z Gwiazdą Orderu Odrodzenia Polski (1988)
- Krzyż Komandorski Orderu Odrodzenia Polski (1963)
- Krzyż Oficerski Orderu Odrodzenia Polski (1958)
- Krzyż Kawalerski Orderu Odrodzenia Polski (1946)
- Order Sztandaru Pracy I klasy (1983)[5]
- Order Sztandaru Pracy II klasy (1973)
- Order Krzyża Grunwaldu III klasy (1946)
- Złoty Krzyż Zasługi (1947)
- Srebrny Krzyż Zasługi (1945)
- Medal 10-lecia Polski Ludowej
- Medal 30-lecia Polski Ludowej
- Medal 40-lecia Polski Ludowej
- Medal „Za udział w wojnie obronnej 1939” (1982);
- Medal za Warszawę 1939–1945
- Medal za Odrę, Nysę, Bałtyk
- Medal Zwycięstwa i Wolności 1945
- Złoty Medal „Siły Zbrojne w Służbie Ojczyzny” (1958)
- Srebrny Medal „Siły Zbrojne w Służbie Ojczyzny”
- Brązowy Medal „Siły Zbrojne w Służbie Ojczyzny”
- Medal „Za udział w walkach o Berlin” (1967)
- Złoty Medal „Za zasługi dla obronności kraju” (1975)
- Srebrny Medal „Za zasługi dla obronności kraju”
- Brązowy Medal „Za zasługi dla obronności kraju”
- Medal Komisji Edukacji Narodowej (1977)
- Odznaka „Zasłużony Działacz Kultury Fizycznej” (1963)[6]
- Medal im. Ludwika Waryńskiego (1988)[7]
- Medal "100-lecia sportu polskiego" (1970)[8]
- Złota odznaka honorowa CWKS Legia Warszawa (1970)[9]
- Odznaka 1000-lecia Państwa Polskiego
- Odznaka Grunwaldzka
- Złota Odznaka honorowa „Za Zasługi dla Warszawy” (1970)[10]
- Medal "Za długoletnią, ofiarną służbę" (nadany przez ministra obrony narodowej, 1989)
- Komandor Orderu Skanderbega (Albania)
- Krzyż Wojenny Czechosłowacki 1939 (CSSR) (1948)
- Brązowy Medal Braterstwa Broni NRD (Niemiecka Republika Demokratyczna) (1973)
- Order Wojny Ojczyźnianej I stopnia (ZSRR) (1968)
- Medal „Za zdobycie Berlina” (ZSRR)
- Medal „Za wyzwolenie Warszawy” (ZSRR)
- Medal „Za Zwycięstwo nad Niemcami w Wielkiej Wojnie Ojczyźnianej 1941-1945" (ZSRR)
- Medal jubileuszowy „60 lat Sił Zbrojnych ZSRR” (1978)
- Medal jubileuszowy „70 lat Sił Zbrojnych ZSRR” (1988)
- Medal jubileuszowy „Czterdziestolecia zwycięstwa w Wielkiej Wojnie Ojczyźnianej 1941–1945” (ZSRR) (1985)[11]